# Brøndby IF (femenino)

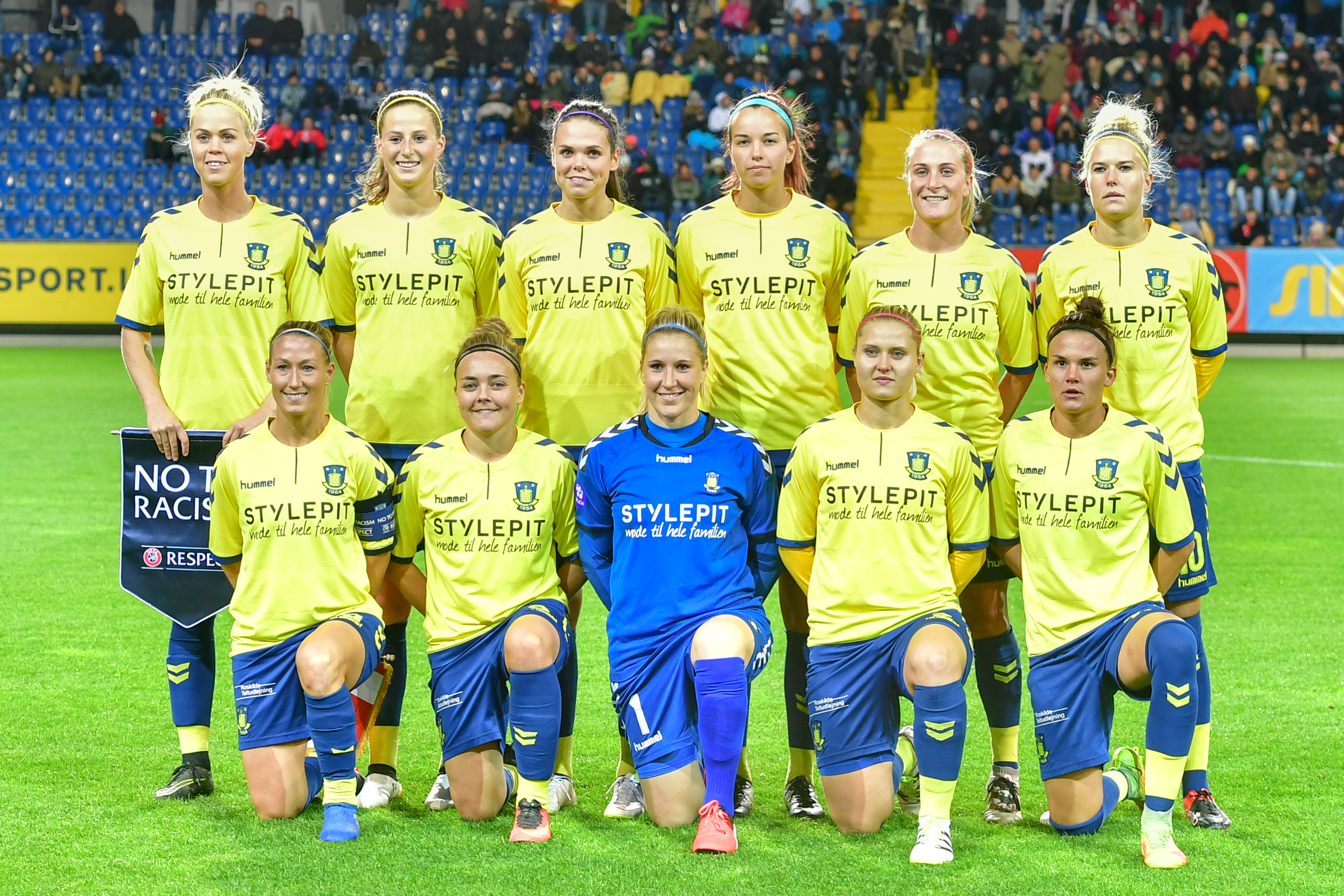
2016

El Brøndby IF Femenino es la sección femenina del Brøndby IF, un club danés de fútbol.

## Historia
El Brøndby creó su equipo femenino a comienzos de los años 70, pero fue en torno a 2000 cuando invirtió en él. Desde 2003 ha dominado la liga danesa: ha ganado nueve títulos en doce años, con la sola oposición del Fortuna Hjørring. Es un fijo en la Liga de Campeones, que ha jugado doce veces. Ha alcanzado dos veces las semifinales, la última vez en 2007.

## Títulos
- 12 Ligas danesas: 2003, 2004, 2005, 2006, 2007, 2008, 2011, 2012, 2013, 2015, 2017, 2019
- 11 Copas danesas: 2004, 2005, 2007, 2010, 2011, 2012, 2013, 2014, 2015, 2017, 2018

## Trayectoria en la Liga de Campeones
|      | Fase previa                                   | Dieciseisavos     | Octavos                                    | Cuartos             | Semifinales     | Final |
| ---- | --------------------------------------------- | ----------------- | ------------------------------------------ | ------------------- | --------------- | ----- |
| 2004 |                                               |                   | 2-0 Kilmarnock, 1-0 KR, 4-0 Masinac        | 9-0 3-0 Gömrükçü    | 2-3 0-1 Umea    |       |
| 2005 |                                               |                   | 1-1 Energiya, 2-0 Alma, 0-2 Orn            |                     |                 |       |
| 2006 |                                               |                   | 2-0 Lada, 3-1 Wroclaw, 4-0 Arsenal         | 0-3 1-3 Montpellier |                 |       |
| 2007 |                                               |                   | 5-1 Femina, 2-1 Rossiyanka, 0-1 Arsenal    | 3-0 1-2 Turbine     | 2-2 0-3 Arsenal |       |
| 2008 |                                               |                   | 1-1 Lyon, 2-1 Sparta, 1-0 Kolbotn          | 1-0 0-1 Bardolino   |                 |       |
| 2009 |                                               |                   | 1-0 Levante, 5-1 Naftojimik, 1-4 Duisburgo | 2-4 1-3 Zvezda      |                 |       |
| 2010 | 5-0 Cardiff, 6-0 Birkirkara, 1-0 1.º Dezembro | 2-1 1-1 AZ        | 0-1 0-4 Turbine                            |                     |                 |       |
| 2011 | 6-0 Calfa, 12-0 Gazi, 3-0 NSA                 | 2-1 0-1 Unia      | 1-4 1-1 Everton                            |                     |                 |       |
| 2012 |                                               | 2-0 3-4 Standard  | 2-1 3-1 Torres                             | 0-4 0-4 Lyon        |                 |       |
| 2013 |                                               | 0-2 3-3 Stabaek   |                                            |                     |                 |       |
| 2014 |                                               | 0-0 2-2 Barcelona |                                            |                     |                 |       |
| 2015 |                                               | 0-1 3-1 Apollon   | Gintra (pendiente)                         |                     |                 |       |